# Herbelhausen
Herbelhausen ist ein Stadtteil von Gemünden (Wohra) im nordhessischen Landkreis Waldeck-Frankenberg.
Der Ort liegt in der Buntstruth zwischen Kellerwald und Burgwald.

## Geschichte

### Ortsgeschichte
Die älteste bekannte schriftliche Erwähnung von Herbelhausen erfolgte unter dem Namen Herebaldeshusen und wird in die Zeit 1200–1220 datiert. 1900 bestand das kleine Dorf aus 16 Häusern und der 1893 errichteten Schule. Sie wird seit den 1970er Jahren vom Schützenverein genutzt. 1927 gehörte das Dorf zum Amtsgericht Rosenthal und zum Finanzamt Frankenberg.
Hessische Gebietsreform (1970–1977)
Zum 31. Dezember 1971 wurden im Zuge der hessischen Gebietsreform die bis dahin selbständigen Gemeinden Grüsen, Herbelhausen, Lehnhausen und Sehlen auf freiwilliger Basis nach Gemünden an der Wohra eingegliedert. Für Herbelhausen wurde wie für die übrigen Stadtteile ein Ortsbezirk mit Ortsbeirat und Ortsvorsteher gebildet.

### Bevölkerung
Einwohnerstruktur 2011
Nach den Erhebungen des Zensus 2011 lebten am Stichtag dem 9. Mai 2011 in Herbelhausen 78 Einwohner. Darunter waren keine Ausländer.
Nach dem Lebensalter waren 9 Einwohner unter 18 Jahren, 21 waren zwischen 18 und 49, 15 zwischen 50 und 64 und 30 Einwohner waren älter.
Die Einwohner lebten in 30 Haushalten. Davon waren 6 Singlehaushalte, 9 Paare ohne Kinder und 12 Paare mit Kindern, sowie keine Alleinerziehenden und 3 Wohngemeinschaften. In 9 Haushalten lebten ausschließlich Senioren / und in 12 Haushaltungen leben keine Senioren.
Einwohnerentwicklung
- 1577: 11 Hausgesesse[1]
- 1747: 11 Haushaltungen[1]

| Herbelhausen: Einwohnerzahlen von 1834 bis 2020 | Herbelhausen: Einwohnerzahlen von 1834 bis 2020 | Herbelhausen: Einwohnerzahlen von 1834 bis 2020 | Herbelhausen: Einwohnerzahlen von 1834 bis 2020 | Herbelhausen: Einwohnerzahlen von 1834 bis 2020 |
| --- | ----------------------------------------------- | ----------------------------------------------- | ----------------------------------------------- | ----------------------------------------------- |
| Jahr |                                                 |                                                 |                                                 | Einwohner                                       |
| 1834 | 1834                                            |                                                 | 148                                             | 148                                             |
| 1840 | 1840                                            |                                                 | 142                                             | 142                                             |
| 1846 | 1846                                            |                                                 | 137                                             | 137                                             |
| 1852 | 1852                                            |                                                 | 147                                             | 147                                             |
| 1858 | 1858                                            |                                                 | 141                                             | 141                                             |
| 1864 | 1864                                            |                                                 | 148                                             | 148                                             |
| 1871 | 1871                                            |                                                 | 141                                             | 141                                             |
| 1875 | 1875                                            |                                                 | 132                                             | 132                                             |
| 1885 | 1885                                            |                                                 | 126                                             | 126                                             |
| 1895 | 1895                                            |                                                 | 131                                             | 131                                             |
| 1905 | 1905                                            |                                                 | 136                                             | 136                                             |
| 1910 | 1910                                            |                                                 | 134                                             | 134                                             |
| 1925 | 1925                                            |                                                 | 127                                             | 127                                             |
| 1939 | 1939                                            |                                                 | 107                                             | 107                                             |
| 1946 | 1946                                            |                                                 | 176                                             | 176                                             |
| 1950 | 1950                                            |                                                 | 171                                             | 171                                             |
| 1956 | 1956                                            |                                                 | 121                                             | 121                                             |
| 1961 | 1961                                            |                                                 | 117                                             | 117                                             |
| 1967 | 1967                                            |                                                 | 119                                             | 119                                             |
| 1970 | 1970                                            |                                                 | 123                                             | 123                                             |
| 1980 | 1980                                            |                                                 | ?                                               | ?                                               |
| 1990 | 1990                                            |                                                 | ?                                               | ?                                               |
| 2000 | 2000                                            |                                                 | ?                                               | ?                                               |
| 2009 | 2009                                            |                                                 | 92                                              | 92                                              |
| 2011 | 2011                                            |                                                 | 78                                              | 78                                              |
| 2020 | 2020                                            |                                                 | 71                                              | 71                                              |
| Datenquelle: Historisches Gemeindeverzeichnis für Hessen: Die Bevölkerung der Gemeinden 1834 bis 1967. Wiesbaden: Hessisches Statistisches Landesamt, 1968. Weitere Quellen: LAGIS; Stadt Gemünden; Zensus 2011 |                                                 |                                                 |                                                 |                                                 |

Religionszugehörigkeit
| • 1885: | 126 evangelische (= 100 %) Einwohner                             |
| • 1961: | 112 evangelische (= 95,73 %), 5 katholische (= 4,27 %) Einwohner |